# Limay (Bataan)
Limay (Bayan ng Limay) är en kommun i Filippinerna. Kommunen ligger på ön Luzon, och tillhör provinsen Bataan. Folkmängden uppgår till 68 071 invånare år 2015.
Limay är indelat i 12 barangayer.
- Alangan
- Kitang I
- Kitang 2 & Luz
- Lamao
- Landing
- Población
- Reformista
- Townsite
- Wawa
- Duale
- San Francisco de Asis
- St. Francis II